# François Pierre Chaumeton
François-Pierre Chaumeton (20 de septiembre de 1775, Chouzé-sur-Loire-10 de agosto de 1819, París) fue un médico y botánico francés.
Chaumeton viaja a París a estudiar medicina, y se apasionaría con la historia natural. Se dedicó a la cirugía militar mas no soportó la brutalidad de ese oficio, prefiriendo ser farmacéutico en Val-de-Grâce.
Visitó Italia y se apasiona con la literatura antigua, especialmente la greca. Mas un incendio le destruye su biblioteca y todas sus notas. Entonces se enrola como médico en el ejército de Holanda, siendo doctor en medicina en 1805 en Estrasburgo con una tesis titulada: Essai d'entomologie médicale. Acompañó a las tropas en Prusia y en Austria, más enfermo, debe volver a París.
Trabajó para el Magasin encyclopédique, la Bibliothèque médicale, el Journal universel des sciences médicales, y diversas otras publicaciones. Participa en la Flore médicale a las órdenes de Jean Louis M. Poiret (1755-1834). Fue, especialmente por redactar el Dictionnaire des sciences médicales, que se le confió la editorial Panckouke como director. Mas su estilo y las críticas que profesa contra ciertos de sus colegas, le valió feroz hostilidad y, finalmente, perder la salud ya precaria.

## Fuente
- Amédée Dechambre (1874). Dictionnaire encyclopédique des sciences médicales, tome quinzième. G. Masson (Paris).

- La abreviatura «Chaumeton» se emplea para indicar a François Pierre Chaumeton como autoridad en la descripción y clasificación científica de los vegetales.[1]